# Rhynchina morosa
Rhynchina morosa là một loài bướm đêm trong họ Erebidae.